# Отвилер
Отвилер (фр. Hautvillers) је насеље и општина у североисточној Француској у региону Шампањ-Арден, у департману Марна која припада префектури Еперне.
По подацима из 2011. године у општини је живело 768 становника, а густина насељености је износила 65,25 становника/km². Општина се простире на површини од 11,77 km². Налази се на средњој надморској висини од 195 метара.

## Демографија
| 1962. | 1968. | 1975. | 1982. | 1990. | 1999. | 2011. |
| ----- | ----- | ----- | ----- | ----- | ----- | ----- |
| 795   | 824   | 758   | 810   | 864   | 849   | 768   |

График промене броја становника у току последњих година